# Sant'Agostino
Sant'Agostino sau Augustine: The Decline of the Roman Empire este un miniserial de televiziune din 2010 format din două părți; acesta prezintă viața sfântului Augustin de Hipona, teolog creștin timpuriu, scriitor și episcop de Hippo Regius în momentul invaziei vandalilor (în 430 AD).
Pelicula este regizată de Christian Duguay iar filmările au avut loc în Tunisia.

## Distribuție
- Franco Nero ca Augustin (la 76 de ani)
- Matteo Urzia ca Augustin (la 15 ani)
- Alessandro Preziosi ca Augustin (la 25 de ani)
- Katy Louise Saunders ca Lucilla (nepoata lui Augustin, unchiul ei)
- Monica Guerritore ca Monica, mama lui Augustin
- Cosimo Fusco ca Patricius, tatăl lui Augustin
- Jannis Niewöhner ca Valerius (la 16 ani)
- Johannes Brandrup ca Valerius (la 25 de ani)
- Alexander Held ca Valerius (la 75 de ani)
- Sebastian Ströbel ca centurionul Fabius Domitius, fiul lui Ilarius
- Adrian Moore ca Fabius (la 8 ani)
- Krzysztof Pieczynski ca Ilarius Domitius
- Dietrich Hollinderbäumer ca Macrobius
- Cesare Bocci ca Romanianus
- Serena Rossi ca Khalidà
- Andrea Giordana ca episcopul Ambrose
- Francesca Cavallin ca împărăteasa-mamă Justina
- Dominic Atherton ca împăratul copil Valentinian al II-lea
- Götz Otto ca Gaiseric, rege al vandalilor

## Legături externe
- Site-ul oficial Arhivat în 6 iunie 2014, la Wayback Machine.
- Augustine: The Decline of the Roman Empire la Internet Movie Database